# Редондеско
Редондеско (італ. Redondesco) — муніципалітет в Італії, у регіоні Ломбардія, провінція Мантуя.
Редондеско розташоване на відстані близько 400 км на північний захід від Рима, 110 км на схід від Мілана, 23 км на захід від Мантуї.
Населення — 1307 осіб (2014).

## Демографія
Населення за роками:

Станом на 1 січня 2023 року в муніципалітеті офіційно проживали 123 іноземці з 17 країн, серед них 18 громадян країн Євросоюзу та 7 громадян України.

## Сусідні муніципалітети
- Аккуанегра-суль-К'єзе
- Гацольдо-дельї-Іпполіті
- Маркарія
- Маріана-Мантована
- Пьюбега